# Autobahn Xiamen–Chengdu
Die Autobahn Xiamen–Chengdu oder Xiarong-Autobahn (chinesisch 厦蓉高速公路, Pinyin Xiàróng gāosù gōnglù, englisch Xiarong Expressway), chin. Abk. G76, ist eine im Bau befindliche Autobahn in China, die eine Länge von 2.192 km aufweisen wird. Sie beginnt bei der Küstenstadt Xiamen in der Provinz Fujian und führt in nordwestlicher Richtung über Ganzhou und Guiyang nach Chengdu in der Provinz Sichuan. Weite Strecken in den Provinzen Jiangxi, Hunan, Guangxi und Guizhou sind noch nicht realisiert.